# Unicaat
Een unicaat of unica is een voorwerp dat door kunstnijverheid is vervaardigd, en dat een uniek exemplaar vormt.

## Massaproductie en unica
Sinds de industriële revolutie het mogelijk maakte goederen in serie of zelfs in massaproductie te vervaardigen, is het eenmalig handwerk in de minderheid gedrongen. Juist door de eenmaligheid, en door de bewerkelijkheid die deze eenmaligheid met zich meebracht, waren zulke artikelen relatief duur. De afzet heeft zich steeds meer beperkt tot liefhebbers van design en tot verzamelaars van voorwerpen van kunstnijverheid.
Weliswaar kon ook de hang naar esthetisch verantwoorde artikelen bevredigd worden door massaproductie; sinds William Morris, de voorman van de Arts and Crafts-beweging, voor fraaie vormgeving in en om het huis pleitte, is de vraag hiernaar blijven bestaan. Daardoor verdween echter niet de vraag naar unieke, met de hand gevormde artikelen. Wel hebben zij de status van kunstvoorwerp en verzamelobject verkregen. Er worden tentoonstellingen aan gewijd (vaak verkoopexposities).
Het heeft alleen zin van unica's te spreken als er in dezelfde tak van nijverheid ook serie- of massawerk bestaat. Met name het glasontwerp en de keramiek zijn hier van belang. Een mondgeblazen vaas of schaal wordt dus een unicaat genoemd, maar ook een monoprint is een unicaat. Bij de cire perdue-methode van het bronsgieten (Frans voor "verloren bijenwas" in de betekenis van "verloren gietvorm") ontstaan er unieke bronzen beelden.
Het werk dat in vele exemplaren wordt vervaardigd, is veelal gebruiksvoorwerp; de unica is voornamelijk verzamelobject. Maar beide categorieën zijn niet strikt te onderscheiden: ook het serie- of massawerk  kan een (secundaire) esthetische functie vervullen, terwijl een unica soms als gebruiksvoorwerp kan worden aangewend.
Dit laatste is niet altijd mogelijk. Niet alle unica's hebben de vorm van een bloempot, drinkglas of ontbijtservies. Op die vormen wordt speels gevarieerd: de theepot heeft geen tuit, of de vorm ervan is bewust te "onhandig" ontworpen voor normaal gebruik. Andere vormen doen niet eens aan gebruiksvoorwerpen denken: een keramiekunica beeldt bijvoorbeeld een landschap uit of een vrouw die reikhalzend op de bus staat te wachten; een glazen plateau lijkt vooral een schilderwerk.

## Woordvorm

### Unicaat
Het woord unicaat staat in tegenstelling tot het woord duplicaat, waarvoor ook wel het woord multiple gebruikt wordt. Een duplicaat of multiple is een exemplaar uit een serie van gelijkvormige en gelijkwaardige objecten.

### Unica
Vóór het tijdperk van de industrialisering waren in feite alle vervaardigde producten unica's (unicaten), maar die naamgeving was juist daardoor zinloos. Het woord werd nog niet gebruikt. Het kreeg pas inhoud toen het gewenst bleek om in de markt van liefhebbers en verzamelaars onderscheid te maken tussen uniek werk en massavervaardiging.
De woordvorm unica is eigenlijk meervoud; in het Latijn bestaat immers het woord unicum, en "unica" zou daarmee meerdere van zulke unieke voorwerpen moeten aanduiden. Toch wordt het doorgaans voor slechts één voorwerp gebruikt. Heeft de verzamelaar of de maker het over meerdere unieke voorwerpen, dan spreekt hij veelal van unica's (maar ook het enkele unica wordt weer als meervoud gebruikt):
- Ik begon met het verzamelen van seriegoed, maar door ruimtegebrek beperk ik me tegenwoordig tot unica's. Het is taalkundig gezien, ondanks het vrij algemene gebruik, echter toch beter om dan te spreken over unicaten.

### Unicum
Dit gebruik van het meervoud voor enkelvoud valt, speculatief, op verschillende wijzen te verklaren. Wellicht werd de meervoudsvorm door velen niet herkend (zoals ook bij het woord data soms het geval is). Misschien ook wilde men de vorm unicum vermijden, omdat dat woord weliswaar "enig in zijn soort" betekent, maar daarnaast vaak de connotatie "heel bijzonder" heeft. Die laatste gevoelswaarde is bij de unica niet vanzelfsprekend.